# Grafenschlag (Dolna Austria)
Grafenschlag – gmina targowa w Austrii, w kraju związkowym Dolna Austria, w powiecie Zwettl. Według danych Austriackiego Urzędu Statystycznego liczyła (na 1 stycznia 2014) 905 mieszkańców.